# La Tour-Maubourg (Métro Paris)

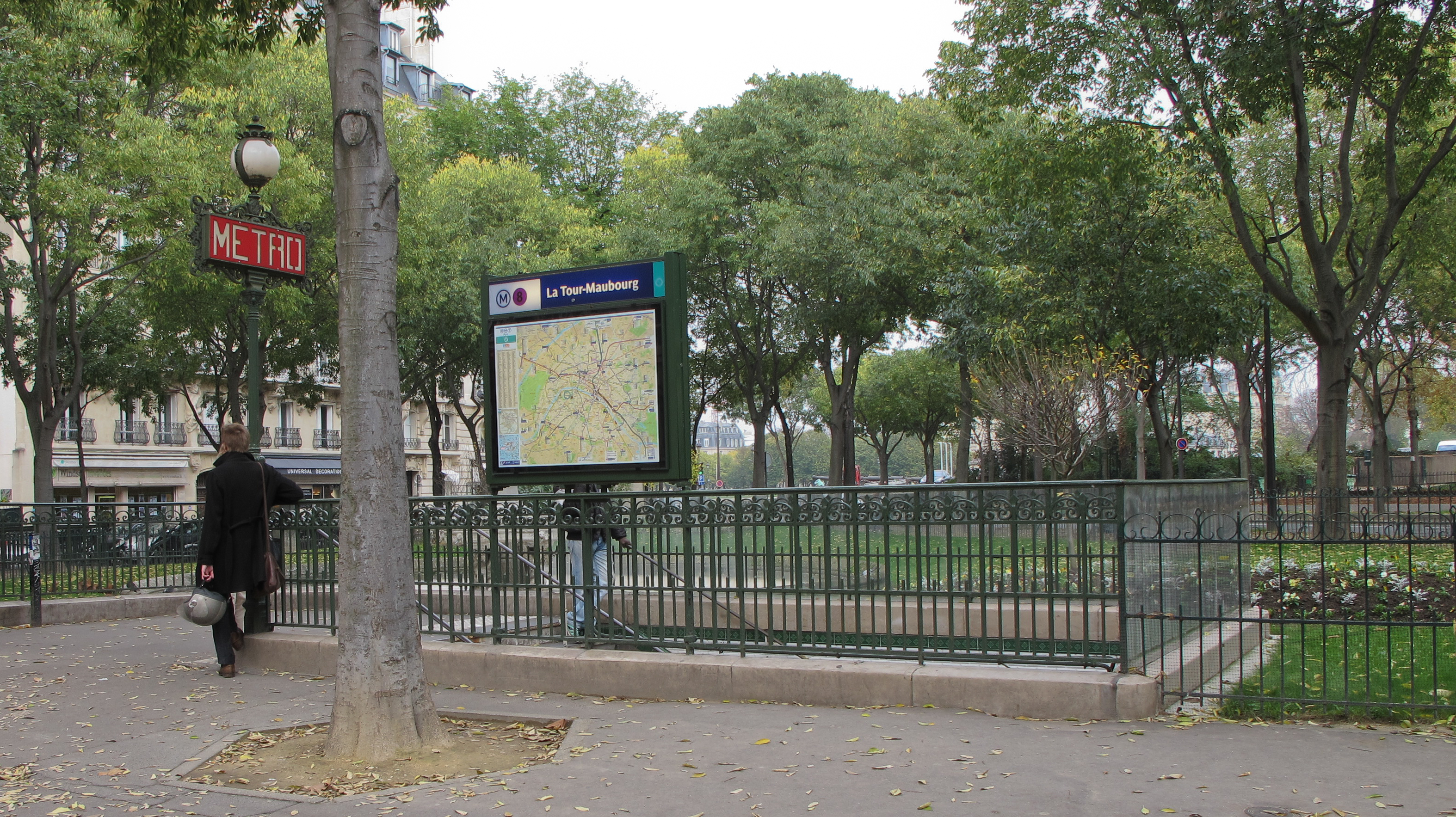
Zugang mit Kandelaber des Typs „Val d’Osne“

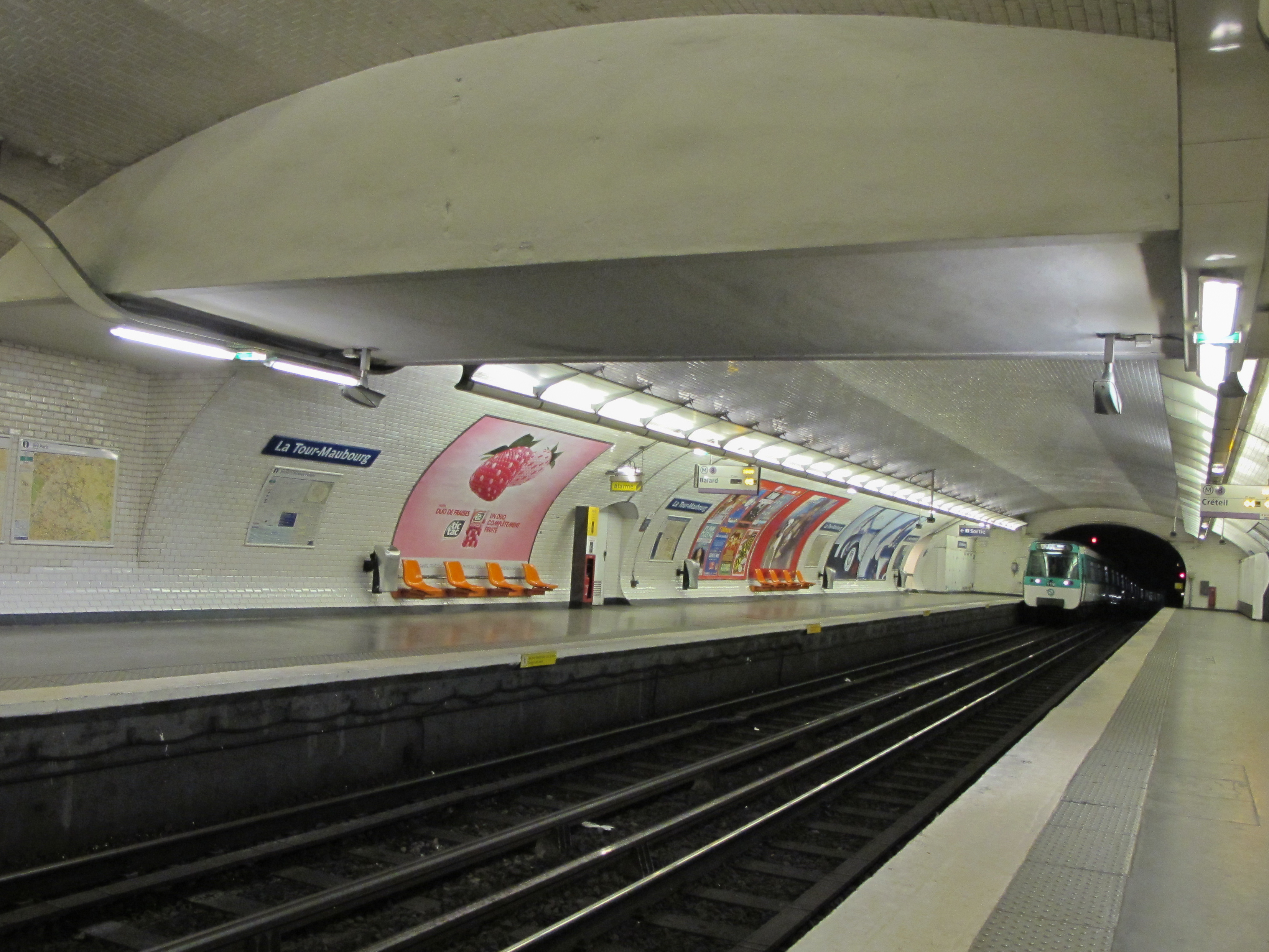
Von Invalides einfahrender Zug der Baureihe MF 77

Der U-Bahnhof La Tour-Maubourg [la tuʁ mobuʁ] ist eine unterirdische Station der Linie 8 der Pariser Métro.

## Lage
Die Station befindet sich an der Grenze des Quartier des Invalides mit dem Quartier du Gros-Caillou im 7. Arrondissement von Paris. Sie liegt längs unter dem Anfang der Avenue de La Motte-Picquet am Park Esplanade des Invalides.

## Name
Den Namen gibt die kreuzende Straße Boulevard de La Tour-Maubourg. Marie Victor Nicolas de Fay de La Tour-Maubourg (1768–1850) war im Premier Empire General und in der Zeit der Restauration Kriegsminister.

## Geschichte und Beschreibung
Die Station wurde am 13. Juli 1913 in Betrieb genommen, als der erste Abschnitt der Linie 8 von Opéra nach Beaugrenelle (seit 1947: Charles Michels) eröffnet wurde.
Sie ist 75 m lang, liegt unter einem elliptischen Gewölbe und hat zwei Seitenbahnsteige an zwei Streckengleisen. Decke und Wände sind weiß gefliest, die Seitenwände folgen der Krümmung der Ellipse. Etwa in der Mitte wird die Decke durch einen Fußgängertunnel gebrochen.
Nördlich der Station mündet von der Schleife Invalides kommend ein Betriebsgleis in das Gleis Richtung Balard ein.
Der einzige Zugang befindet sich am Rand eines kleinen Parks an der Ostseite des Boulevard de La Tour-Maubourg. Er ist durch einen Kandelaber des Typs „Val d’Osne“ markiert. Ein zusätzlicher Ausgang mit Rolltreppe führt auf die Rue de Grenelle.

## Fahrzeuge
Bis 1975 verkehrten auf der Linie 8 Züge der Bauart Sprague-Thomson. In jenem Jahr kamen MF-67-Züge auf die Linie, die ab 1980 durch die Baureihe MF 77 ersetzt wurden.

## Umgebung
- Hôtel des Invalides mit dem Invalidendom